# Rabanus-Maurus-Schule / Domgymnasium Fulda
Die Rabanus-Maurus-Schule, auch Domgymnasium Fulda, ist ein altsprachlich-neusprachliches Gymnasium mit humanistischer Tradition der Stadt Fulda.
Seit dem Schuljahr 2012/13 bietet die Schule sowohl den achtjährigen als auch den neunjährigen gymnasialen Bildungsweg an. Außerdem ist sie eine Schule mit besonderer musikalischer Förderung sowie Partnerschule des Leistungssports. Sie entwickelte sich aus der im Jahr 748 gegründeten Klosterschule und ist somit eine der ältesten Schulen in Deutschland. Sie ist nach dem Abt des Klosters Fulda, Rabanus Maurus, benannt, der Lehrer an der Klosterschule war und auch als præceptor Germaniae (deutsch „Lehrer Germaniens“) bezeichnet wird. Einer der bekanntesten Schüler der Neuzeit war der Physiker und Nobelpreisträger Ferdinand Braun.

## Geschichte

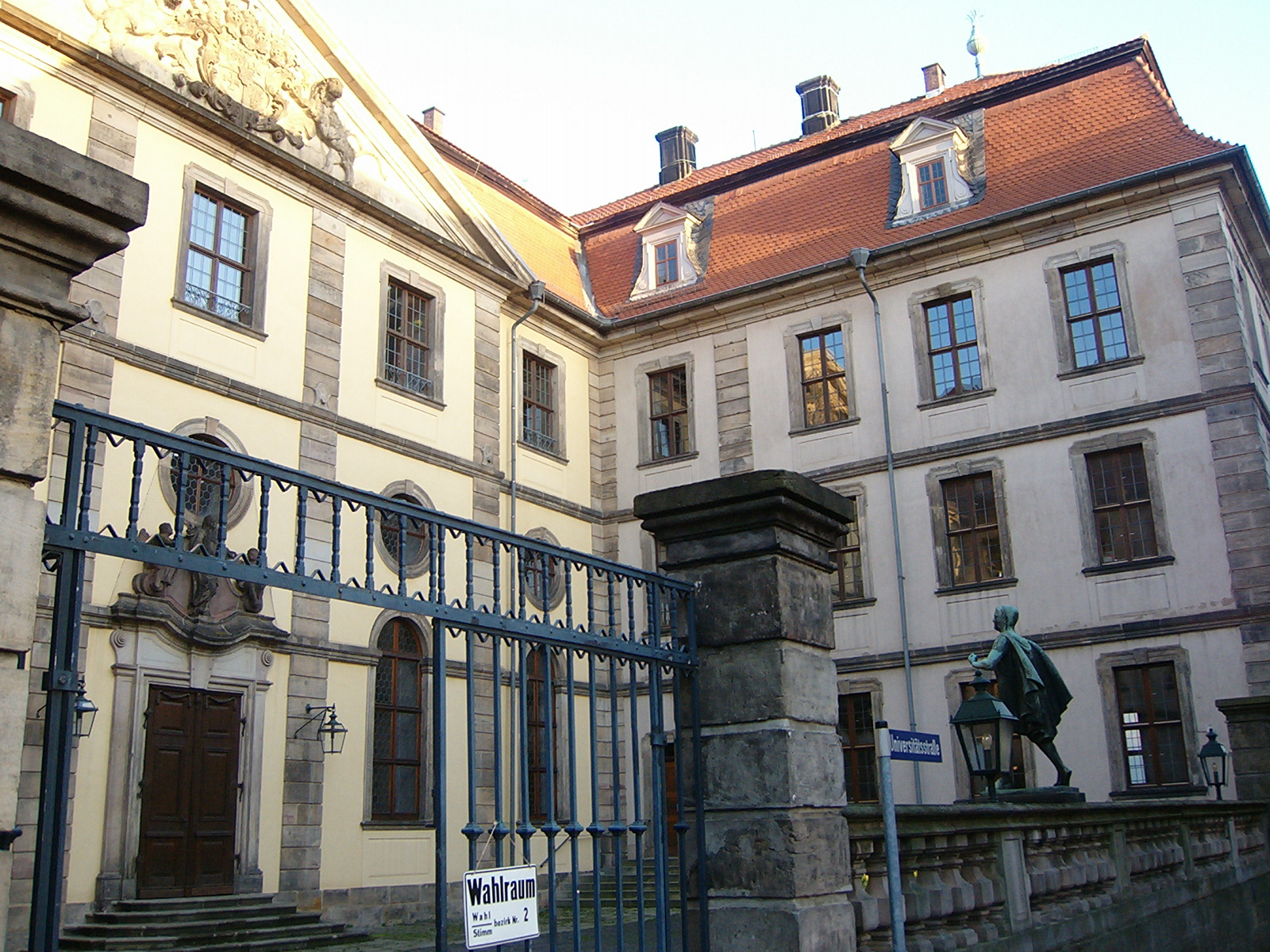
Das 1731 von Andreas Gallasini entworfene Gebäude der Universität Fulda

Im Jahr 748 gründete Sturmius im Kloster Fulda eine Klosterschule, aus der sich später das Domgymnasium entwickelte.
Der heutige Namenspatron Rabanus Maurus (780–856) war zunächst Schüler, später Lehrer der Klosterschule und von 822–842 Abt. Unter seiner Leitung wurde Fulda zu einem wichtigen Zentrum der von Karl dem Großen initiierten karolingischen Renaissance.
Im Zuge der Gegenreformation wurde die Schule ab 1572 von den Jesuiten als Gymnasium geleitet.
1734 gründete Fürstabt Adolph von Dalberg die Universität Fulda (Adolphsuniversität) und 1773 entstand ein hochfürstliches Gymnasium. Nach der Säkularisation wurden diese Lehranstalten 1805 durch Wilhelm Friedrich von Oranien-Nassau aufgelöst und stattdessen ein akademisches Lyzeum und Gymnasium gegründet, das ab 1835 ein humanistisches Gymnasium war.
Durch ständige Änderungen der politischen Zugehörigkeit im 19. und frühen 20. Jahrhundert wurde das Gymnasium 1835 als kurfürstlich geführt,
ab 1866 als königlich und 1918 als staatlich. 1945 erhielt es den Namen Staatliches Domgymnasium und seit 1948 zusätzlich Rabanus-Maurus-Schule.
1968 zog die Schule vom Gebäude der ehemaligen Universität Fulda in der Innenstadt in einen Neubau im heutigen Schulenviertel.

## Sprachenfolge und Wahlfächer
Als Gymnasium mit altsprachlichem Schwerpunkt wird Latein ab der fünften Klasse als erste oder ab der sechsten Klasse als zweite Fremdsprache unterrichtet, Englisch entsprechend als zweite beziehungsweise erste. In der achten Klasse kann als Wahlunterricht Französisch oder Altgriechisch als dritte Fremdsprache oder Naturwissenschaften/Technik gewählt werden. Als Kursfächer in der gymnasialen Oberstufe werden ab der zehnten (G9: elften) Klasse Italienisch und Spanisch als vierte Fremdsprachen sowie Informatik angeboten. Nach Abschluss des zehnten Schuljahres können die Schüler das Latinum erwerben. Wer Griechisch als dritte Fremdsprache gewählt hat, kann in der zwölften Klasse das Graecum erwerben. Zusätzlich werden Chinesisch und Spanisch (9. Klasse) als Arbeitsgemeinschaften angeboten. Zudem können folgende Sprachdiplome an der Schule erworben werden: Cambridge Certificate (Englisch), DELF (Französisch), DELE (Spanisch), CELI (Italienisch). Es gibt Wahlfreiheit zwischen G8 und G9.

## Arbeitsgemeinschaften
Die Rabanus-Maurus-Schule bietet zahlreiche Arbeitsgemeinschaften an. Im Fach Musik sind dies eine Big Band, ein Bläserensemble, die AG-Bühnentechnik, ein großer Chor, eine Junior Big Band, ein Orchester, ein Unterstufenchor sowie Musik im Gottesdienst. Im sprachlichen Bereich gibt es AGs für Chinesisch, Französisch (DELF), Englisch (Cambridge Certificate), bilinguale Geschichte, Lese- und Rechtschreibförderung und Spanisch. Im Fach Sport werden Athletik, Flag-Football, Fußball, Judo, Klettern, Leichtathletik, Tanzen und Triathlon angeboten. Für Hochbegabte gibt es die Robotik-AG, die Geo-AG, die Wetter-AG und die Schach-AG. Im Bereich Naturwissenschaften sind dies AGs für Artgerechte Tierhaltung, Forschen & Experimentieren und Paläontologie (Dinosaurier & Co.). Für Kreative gibt es die Kunst-AG, die Video-AG und die AG Schülerzeitung. Das soziale Engagement der Schule zeigt sich in der AG Radio im Klinikum, RMS für Arco Iris, Schulsanitäter und Vertrauensschüler.

## Schulleitung
Nach der Verabschiedung des ehemaligen Schulleiters Oberstudiendirektor Matthias Höhl im Juli 2021 und einer achtmonatigen Übergangszeit übernahm Sven Müller, bisheriger stellvertretender Schulleiter der Winfriedschule, die vakante Aufgabe des Schulleiters. Komplettiert wird die Schulleitung durch Studiendirektor Sebastian Schwarz (stellvertretender Schulleiter), Oberstudiendirektorin Ina Preis (Studienleitung), Studiendirektor Marcel Zirpins (Fachbereichsleiter Aufgabenfeld I), Studiendirektor Bastian Michel (Fachbereichsleiter Aufgabenfeld II) sowie Studiendirektor Jörg Jacobi (Fachbereichsleiter Aufgabenfeld III).

## Statistik
Im Jahr 2004 besuchten 1169 Schüler das Domgymnasium; davon waren 645 Jungen (55,59 %) und 515 Mädchen (44,05 %). Die Sekundarstufe I besuchten 871 Schüler in 29 Klassen. Der gesamte Doppeljahrgang G8/G9 mit 237 Schülern bestand die Abiturprüfungen im Jahre 2013. Zum Schuljahresbeginn 2012/13 besuchen 1050 Schüler das Domgymnasium, davon sind 450 weiblich und 600 männlich. Das Kollegium der Lehrer besteht in diesem Jahr aus 100 Lehrkräften, davon 16 im Vorbereitungsdienst. Die Lehrerversorgung liegt somit bei 104 %.

## Partnerschulen
- Volksrepublik China: Hangzhou No.14 Middle School in Hangzhou und Huamao Foreign Languages School in Ningbo
- Polen: II. Liceum in Wałbrzych
- Italien: Liceo Classico Cesare Beccaria in Mailand
- Niederlande: Christelijk College Groevenbeek in Ermelo und Lyceum Oudehoven in Gorinchem
- Ungarn: Ferences Gimnazium Szentendre
- Vereinigte Staaten: Rilke-Schule Anchorage
- Frankreich: Collège Guillaume Budé  Maubeuge
- Kroatien: V.gimnazija  Zagreb

## Bekannte Schüler der Rabanus-Maurus-Schule
- Rabanus Maurus (≈780–856), Abt des Klosters Fulda
- Walahfrid Strabo (807–849), späterer Abt des Klosters Reichenau
- Otfrid von Weißenburg (≈790–875), althochdeutscher Dichter
- Adam Krafft (1493–1558), Kirchenreformer
- Justus Menius (1499–1558), Theologe
- Ulrich von Hutten (1488–1523), Humanist und Reichsritter
- Athanasius Kircher (1602–1680), Jesuit und Universalgelehrter
- Nikolaus Burkhäuser (1733–1809), Jesuit, Philosoph und Hochschullehrer
- Heinrich Josef König (1790–1869), deutscher Autor, Literatur- und Kulturhistoriker
- Conrad Abée (1806–1873), kurhessischer Politiker und Minister
- Adam Trabert (1822–1914), Schriftsteller und Jurist
- August Rossbach (1823–1898), Philologe und Archäologe
- Josef Budenz (1836–1892), Finno-Ugrist
- Philipp Braun (1844–1929), deutscher Altphilologe und Schulleiter
- Adolf Braun (1847–1914), Jurist und Bankier
- Ferdinand Braun (1850–1918), Nobelpreisträger der Physik
- Joseph Damian Schmitt (1858–1939), Bischof von Fulda
- Franz Graf von Matuschka (1859–1943), deutscher Geologe und Politiker
- Andreas Rhiel (1861–1933), Jurist und Politiker
- Ludwig Kathariner (1868–1920), Zoologe
- Friedrich Weinhausen (1867–1925), Politiker der DDP
- Christian Schreiber (1872–1933), Bischof
- Bernhard Kahn (1876–1955), jüdischer Verbandsfunktionär
- Bonifatius Sauer (1877–1950), Missionar in Asien
- Konrad Trageser (1884–1942), römisch-katholischer Priester und NS-Opfer
- Johannes Nobel (1887–1960), Indologe und Buddhismuskundler
- Cuno Raabe (1888–1971), Widerstandskämpfer gegen den Nationalsozialismus und OB der Stadt Fulda
- Joseph Müller (1894–1944), katholischer Priester und Gegner des Nationalsozialismus
- Eduard Schick (1906–2000), Bischof von Fulda
- Joseph Schmitt (1908–1998), Jurist
- Hans Hermann Wahler (1909–1984), Freidemokrat
- Raymund Biedenbach (1910–1944), Widerstandskämpfer gegen den Nationalsozialismus
- Josef Mönninger (1919–2017), katholischer Theologe
- Reinhold Weier (1928–2009), katholischer Dogmatiker
- Gottfried Rehm (1926–2020), Professor und Autor mehrerer Fachbücher über Orgel-, Musik- und Heimatgeschichte
- Willy Kiefer (1927–2013), Beamter, Oberverwaltungsrat, Heimatforscher und Autor
- Johannes Kapp (1929–2018), Weihbischof im Bistum Fulda
- Mario Graf Matuschka (* 1931), Staatssekretär a. D., Botschafter a. D.
- Erich Dauzenroth (1931–2004), Erziehungswissenschaftler
- Hans Meinhardt (1931–2012), Manager
- Lothar Ruppert (1933–2011), römisch-katholischer Theologe
- Winfried Weier (1934–2013), Philosoph
- Bernward Thole (1936–2023), Medienwissenschaftler
- Bernhard Jestaedt (* 1939), Richter am Bundesgerichtshof
- Gerhold K. Becker (* 1943), Philosoph
- Rudolf Grösch (* 1944), Politiker (Bündnis 90/Die Grünen)
- Werner Kirchhoff (1945–2019), Historiker, langjähriger Kulturamtsleiter in Fulda
- Gerhard Stanke (* 1945), Generalvikar des Bistums Fulda
- Ludwig Burkardt (1946–2015), Politiker (CDU)
- Elmar Brähler (* 1946), Psychologe
- Winfried Michel (* 1948), Komponist
- Gerhard Möller (* 1949), Oberbürgermeister der Stadt Fulda
- Karlheinz Diez (* 1954), Weihbischof im Bistum Fulda
- Günther van Endert (* 1954), Fernsehredakteur
- Engelbert Schramm  (* 1954), Biologe
- Axel Beer (* 1956), Musikwissenschaftler
- Hermann-Josef Klüber (* 1956), von 2019 bis 2022 Regierungspräsident des Regierungsbezirks Kassel
- Godehard Brüntrup (* 1957), Philosoph
- Hans Schlitt (* 1961), Chirurg
- Christoph M. Schmidt (* 1962), Volkswirt
- Christian Illies (* 1963), Professor für Philosophie
- Ralph Sonntag (* 1968), Professor für Marketing, Rektor der Hochschule Stralsund
- Nikodemus Schnabel (* 1978), Benediktinerpater
- Reza Askari (* 1986), Musiker und Komponist
- Jan-Philip Glania (* 1988), Schwimmsportler und Olympiateilnehmer
- Sophie von der Tann (* 1991), Journalistin
- Robert Wienröder (* 1991), Musiker und Komponist

## Bedeutende Lehrer der Rabanus-Maurus-Schule
- Christian Weiss (1774–1853), Philosoph und Pädagoge
- Friedrich Erdmann Petri (1776–1850), Theologe, Schriftsteller und Lehrer
- Ernst Friedrich Johann Dronke (1797–1849), Pädagoge und Buchautor
- Friedrich Lange (1811–1870), Architekt, Zeichen- und Turnlehrer
- Theodor Haas (1859–1939), Philologe, Lehrer, Historiker
- Hermann Alexander Müller (1814–1894), Philologe, Lehrer, Kunsthistoriker und Bibliograf